# Torre del Oro
La Tour de l'Or (Torre del Oro en espagnol) est une tour d'observation militaire de la ville andalouse de Séville (Espagne). Elle fut construite au début du XIIIe siècle, durant la domination almohade, afin de contrôler l'accès à la ville depuis le Guadalquivir. Elle faisait partie des fortifications érigées autour du centre historique de la ville et de l'Alcazar par les Almoravides et les Almohades entre les XIe et XIIIe siècle.

## Localisation
Elle se trouve à quelques mètres du bord du canal Alphonse-XIII (qui reprend l'ancien tracé du Guadalquivir), sur le Paseo de Cristóbal Colón, au niveau de la rue Almirante Lobo, dans le quartier de Santa Cruz,.

## Origine de son nom
Son nom viendrait du fait que l'or ramené de l'Amérique au XVIe siècle lors de la Course aux Indes y aurait été conservé. La même légende expliquerait le nom de la Tour de l'Argent. Selon une autre hypothèse, il serait dû à l'aspect doré qui la caractérisait à l'origine. Les travaux de restauration de 2005 montrèrent que cet aspect brillant, mis initialement sur le compte d'un revêtement d'azulejos dorés, était dû à un mélange de chaux et de paille pressée,.

## Histoire

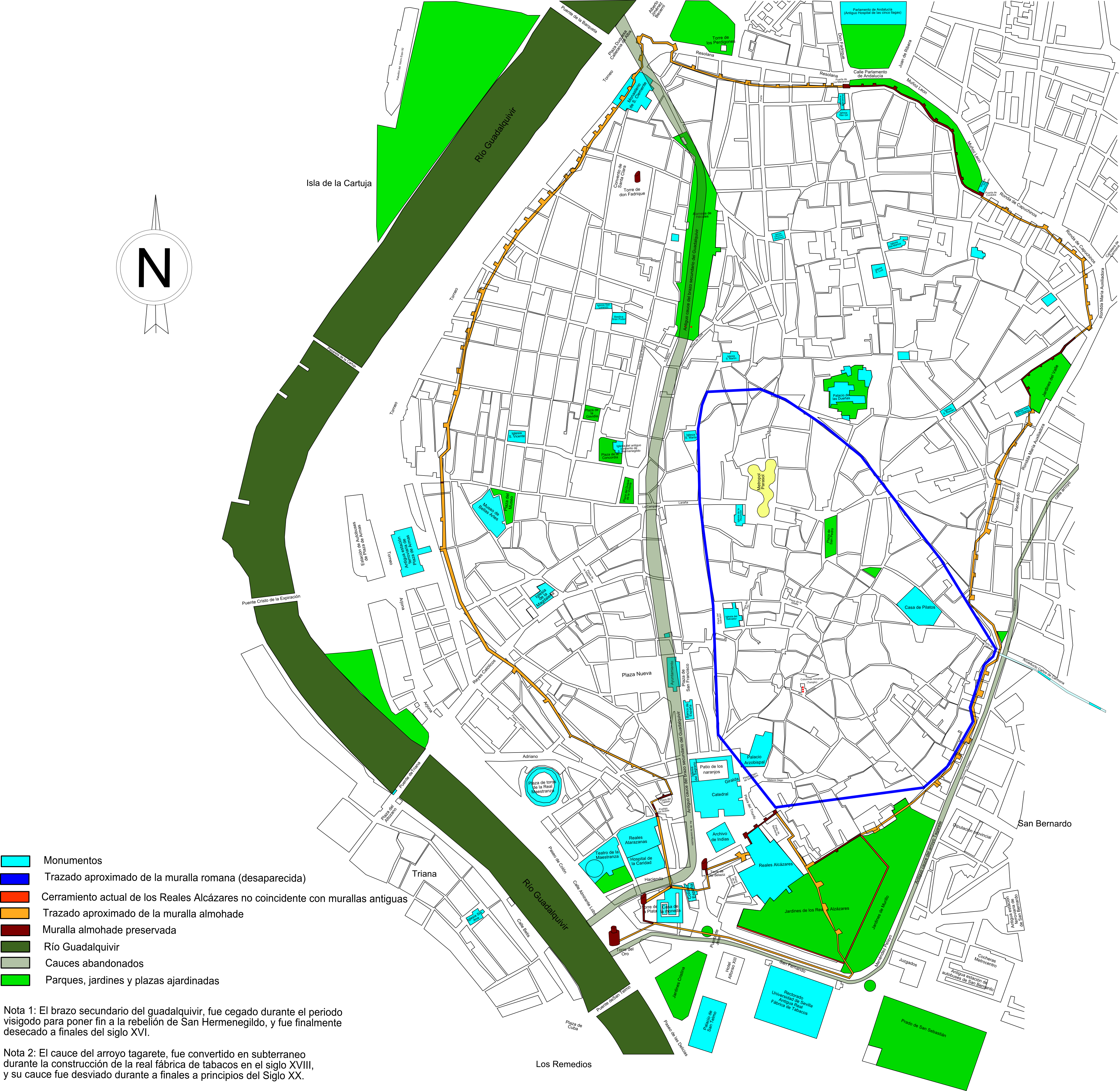
Carte des murailles de Séville au XVIIe siècle dessinées sur le plan actuel du centre historique de Séville. On y retrouve le tracé de la muraille entourant l'Alcazar ainsi que la coracha à l'extrémité de laquelle se trouve la Tour de l'Or.

Les armoiries de la ville de Santander, en Cantabrie. On y retrouve le navire du capitaine Ramón de Bonifaz, la Tour de l'Or et la chaîne brisée qui aurait permis aux chrétiens de reprendre Séville.

### Les murailles almoravides et almohades
Aux XIIe et XIIIe siècle, les Almohades entretinrent et améliorèrent les fortifications construites entre les XIe et XIIe siècle par les Almoravides pour protéger la ville des troupes des rois Alphonse VI et Alphonse VII,. La dernière étape de l'édification de l'enceinte fortifiée eut lieu à la fin du règne almohade avec la construction de la Tour de l'Or en 1221. C'était une tour albarrane : elle ne faisait pas partie de l'enceinte principale mais se trouvait à l'extrémité d'une coracha (es), un pan de muraille perpendiculaire à l'enceinte principale de la muraille entourant l'Alcazar. Contrairement à la plupart des tours qui étaient de section rectangulaire, la Tour de l'Or, plus massive, comme les autres tours palatines, a une base dodécagonale. Lors de sa construction, elle ne possédait qu'un seul niveau. Le pan de la coracha situé entre la Tour de l'Or et la Tour de l'Argent fut démoli en 1821,. La tour a servi de prison durant le Moyen Âge.

### La prise de Séville par Ferdinand III: la légende de la chaîne de la Tour de l'Or
Selon la légende, le centre vital du port de Séville était délimité au XIIe siècle par un système de madriers et de chaînes qui, arrimées à la Tour de l'Or d'un côté, passaient sous l'eau jusqu'à une autre tour située à Triana, sur l'actuelle rue Fortaleza. Les chaînes pouvaient être hissées par un treuil et ainsi fermer la zone. Lors de la reconquête de la péninsule Ibérique par les souverains chrétiens en 1248, la chaîne aurait été brisée par l'équipage du navire du capitaine Ramón de Bonifaz, originaire de Santander, ce qui permit à Ferdinand III de Castille de pénétrer dans le port, privant ainsi les Almohades de leur principal moyen d'approvisionnement. Pourtant, dans les chroniques écrites par Alphonse X de Castille, qui décrivent avec précision la prise de Séville, une seule chaîne est mentionnée : celle qui fixait le pont flottant situé plus au nord, à l'emplacement actuel du pont Isabelle II, et il semblerait que ce soit cette dernière qui fut arrachée par le navire du capitaine de Bonifaz, venant d'amont, chargé de pierres et de terre pour en augmenter le poids, et donc la puissance. Le pont ainsi détruit priva les Almohades de leur principale voie de ravitaillement, ce qui mena à leur perte. Le système de chaînes et de madriers situé au niveau de la Tour de l'Or fut érigé plus tard et existait par contre au XVIe siècle,,. Cette légende de la Reconquista se retrouve malgré tout, depuis, sur les armoiries de la Cantabrie ainsi que sur celles de plusieurs de ses communes : Santander, Laredo, Castro-Urdiales et San Vicente de la Barquera.

### La Course au Indes
Après la découverte de l'Amérique par Christophe Colomb en 1492 commença une période d'exploration et de colonisation appelée la Course aux Indes. Durant cette époque de splendeur, la totalité de l'activité portuaire de Séville était concentrée à l'Arenal. Avant d'être le quartier qu'on connaît au XXIe siècle, l'Arenal était la zone bordant l'est du fleuve et délimitée au sud par la Tour de l'Or et au nord par la Porte de Triana. La tour fut utilisée comme lieu de stockage sécurisé pour protéger les métaux précieux régulièrement apportés par la flotte espagnole.

### La révolution de 1868 et la destruction des murailles
À partir de 1859, l'éventuelle destruction des murailles, qui se trouvaient alors dans un état déplorable, fut intensivement débattue entre le conseil municipal (partisan de la démolition), la Commission des Monuments, l'Académie des Beaux-Arts et la Société Économique d'Amis du Pays (Sociedad Económica de Amigos del País). Il fut décidé de détruire partiellement l'enceinte et de supprimer plusieurs portes. À la suite de la Révolution de 1868, un des premiers objectifs du nouveau gouvernement fut l'éradication des murailles. Mais malgré cette destruction extensive, quatre portes de ville (sur les 19 que la ville comptait à l'origine) furent sauvées de la démolition, ainsi que trois tronçons de murailles et sept tours, dont la Tour de l'Or.

### Transformations et restaurations de la tour
La tour originelle ne possédait qu'un niveau. Le deuxième niveau, dodécagonal comme le premier, fut ajouté à la demande du roi Pierre Ier de Castille en 1334. Le lanterneau circulaire qui forme le troisième niveau, datant de 1760, est l'œuvre de l'ingénieur militaire Sebastián Van der Borcht ; il fut donc ajouté cinq ans après le Séisme qui toucha Lisbonne le 1er novembre 1755 et qui endommagea gravement la tour. La tour fut restaurée en 1900, entre 1942 et 1944 pour la création du musée maritime, entre 1991 et 1992 dans le cadre de l'Exposition universelle, en 1995 et en 2005,,.

### La Tour de l'Or auxXXeetXXIesiècles
La Tour de l'Or est inscrite depuis le 3 juin 1931 comme bien d'intérêt culturel. Elle abrite depuis le 24 juin 1944 un musée maritime qui possède sur 633 m2 une collection de gravures, de photos, de lettres, de modèles réduits, d'instruments de navigation et de documents historiques. Quatre cents pièces proviennent du Museo Naval de Madrid. Le musée souligne l'importance de l'histoire navale de Séville et l'importance de la rivière pour la ville.

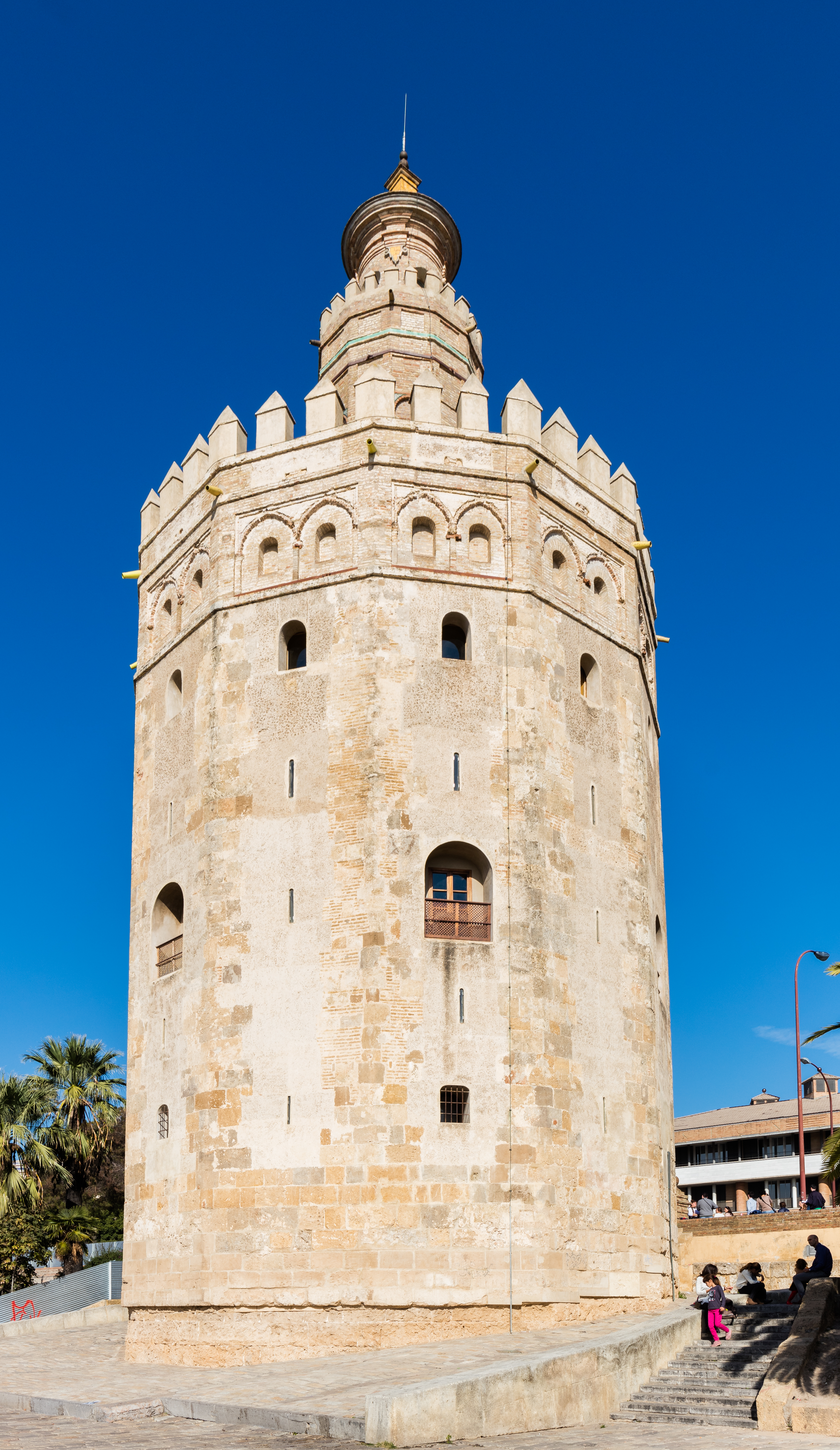
Vue générale.
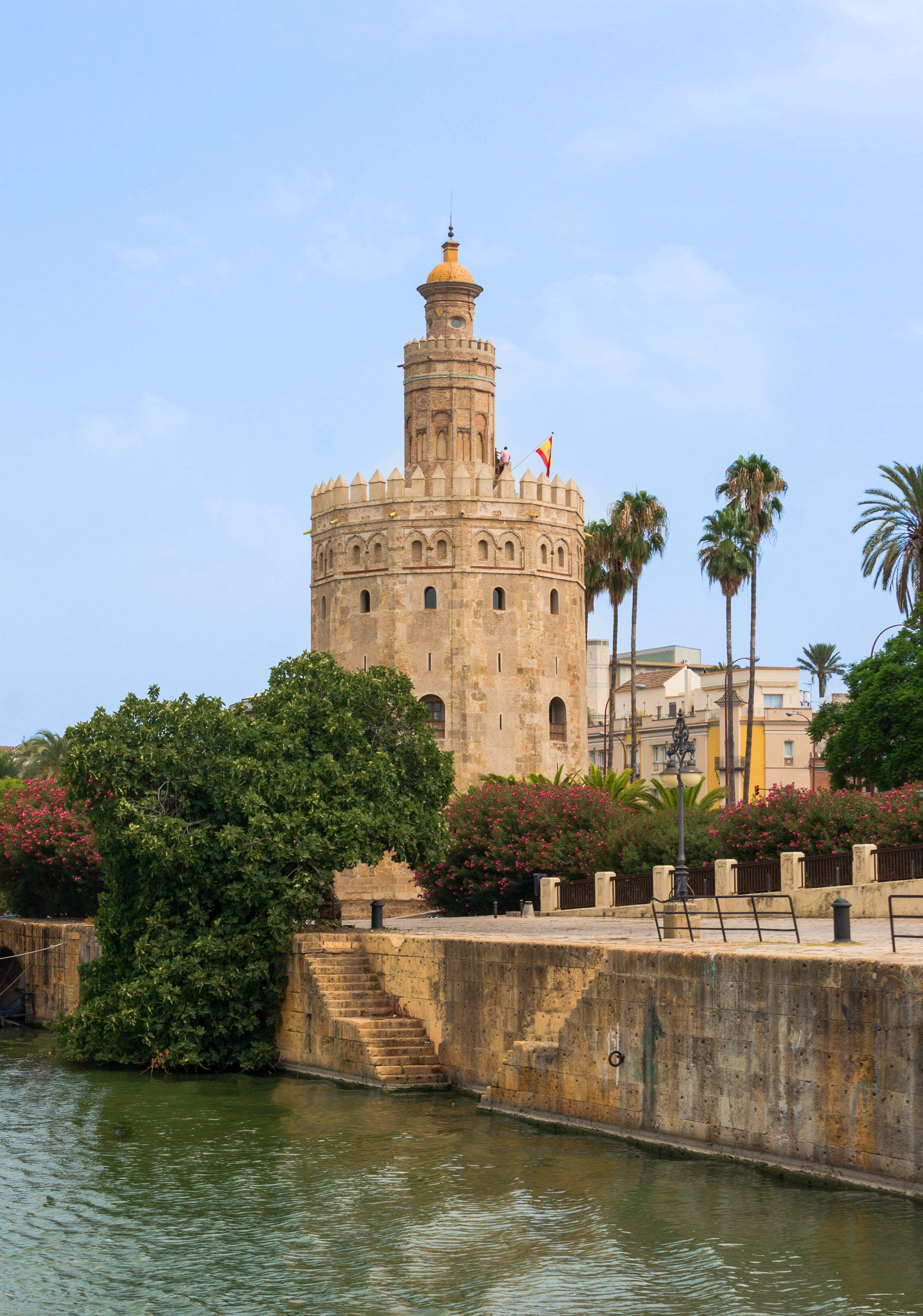
La Tour de l'Or et le canal Alphonse-XIII.
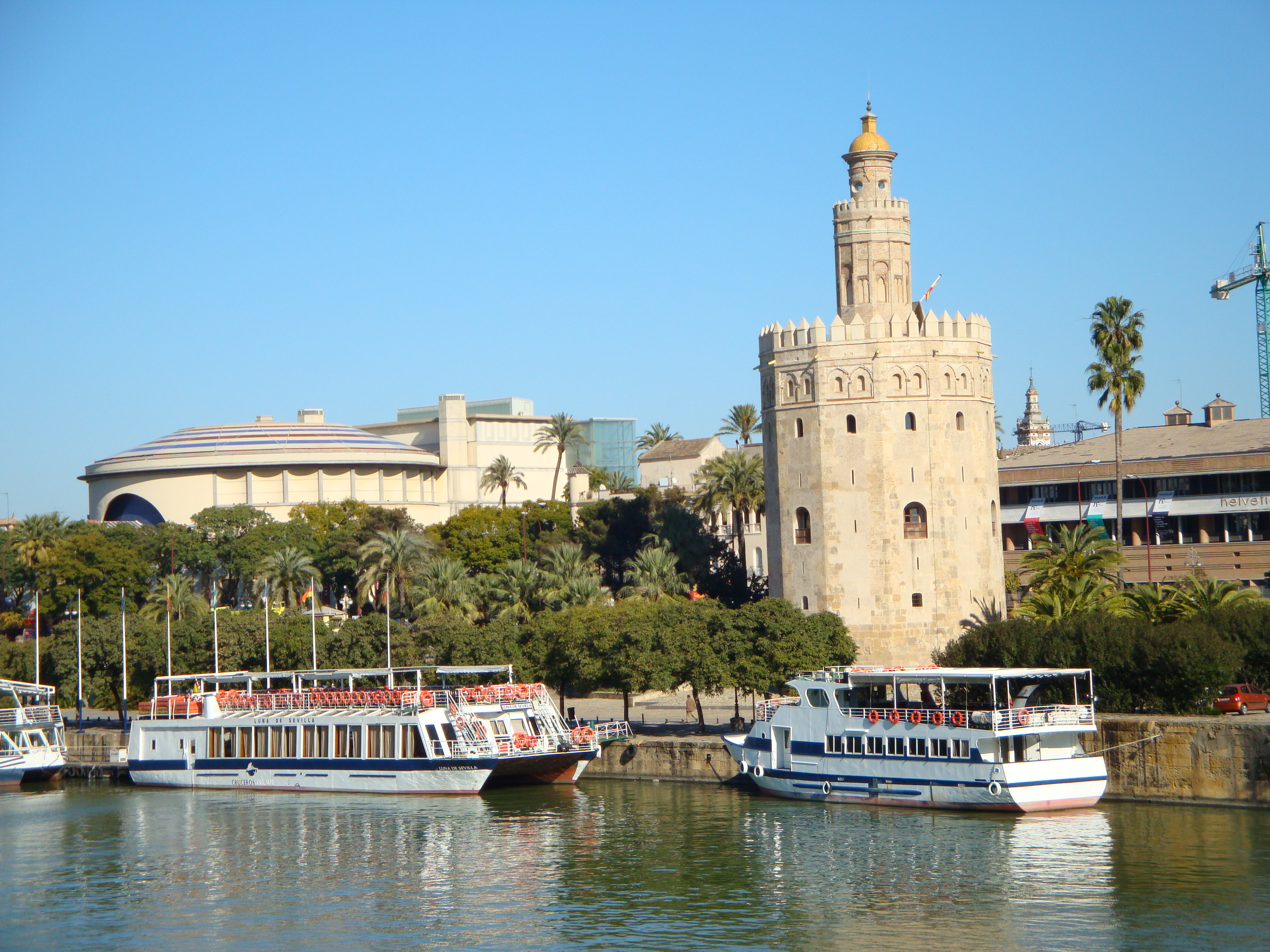
La Tour de l'Or et, à sa droite, le Théâtre de la Maestranza.
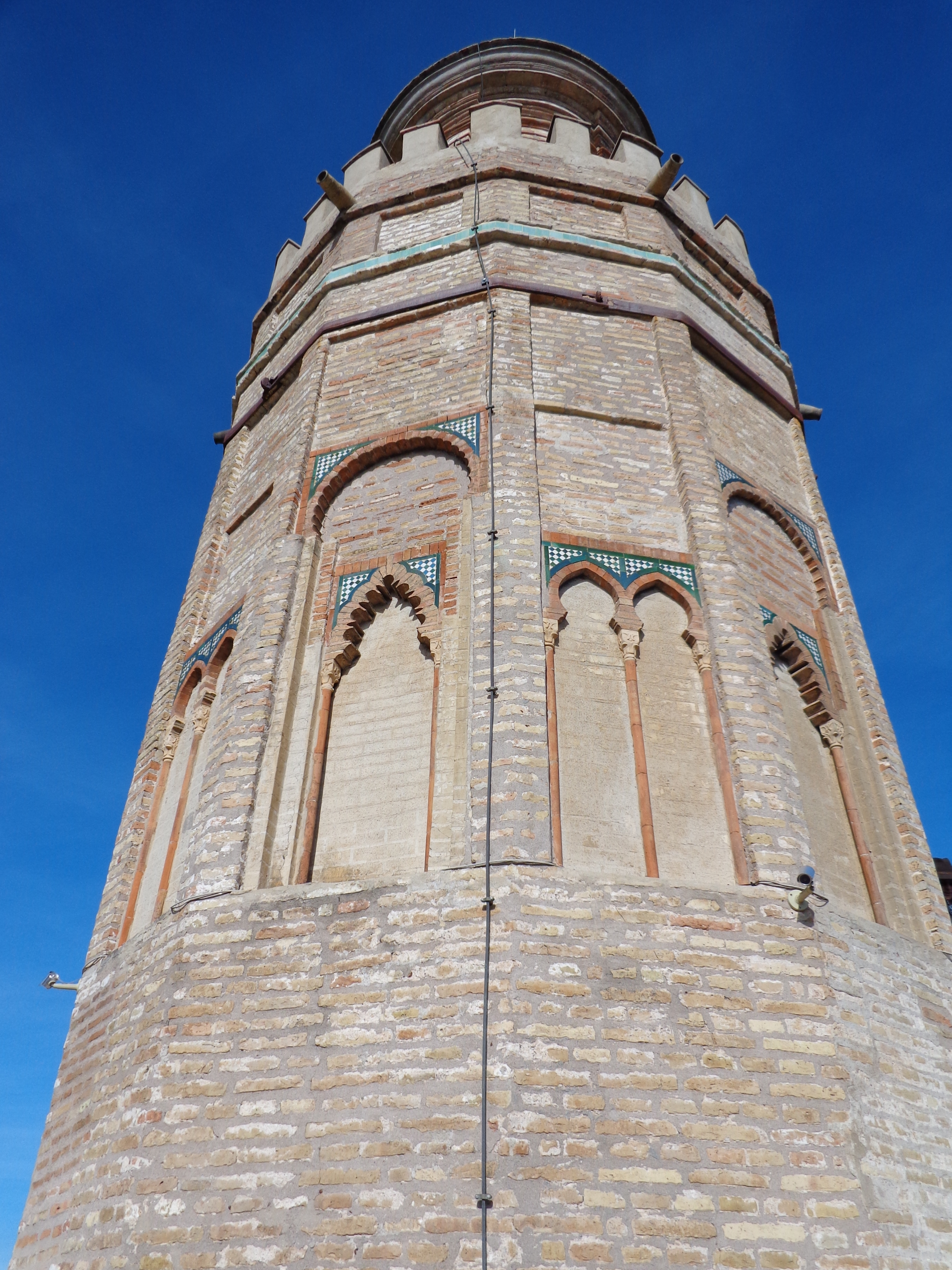
Les deuxième et troisième niveaux de la tour vus depuis la terrasse surplombant le premier niveau.
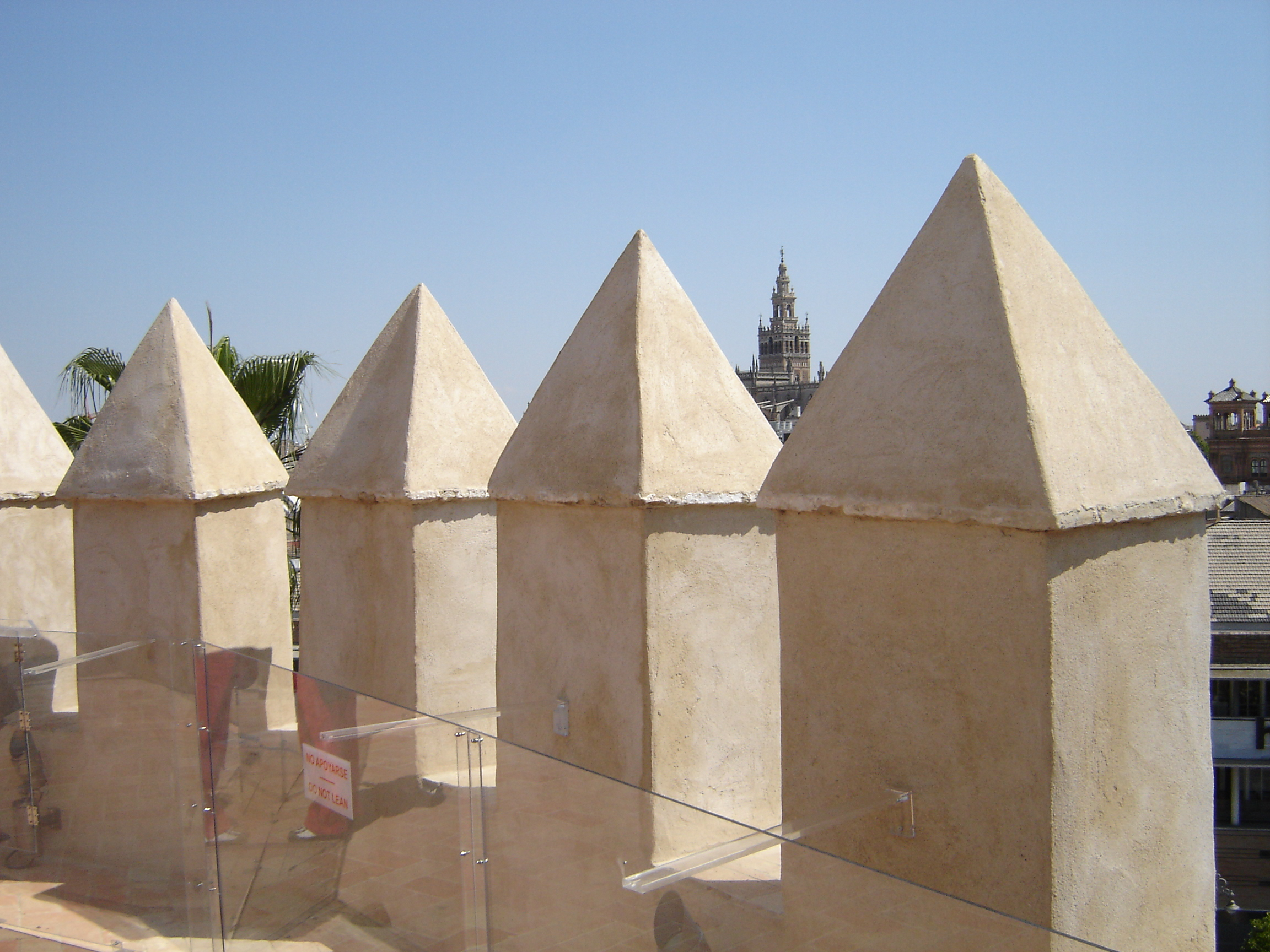
Les merlons situés au-dessus du premier niveau.
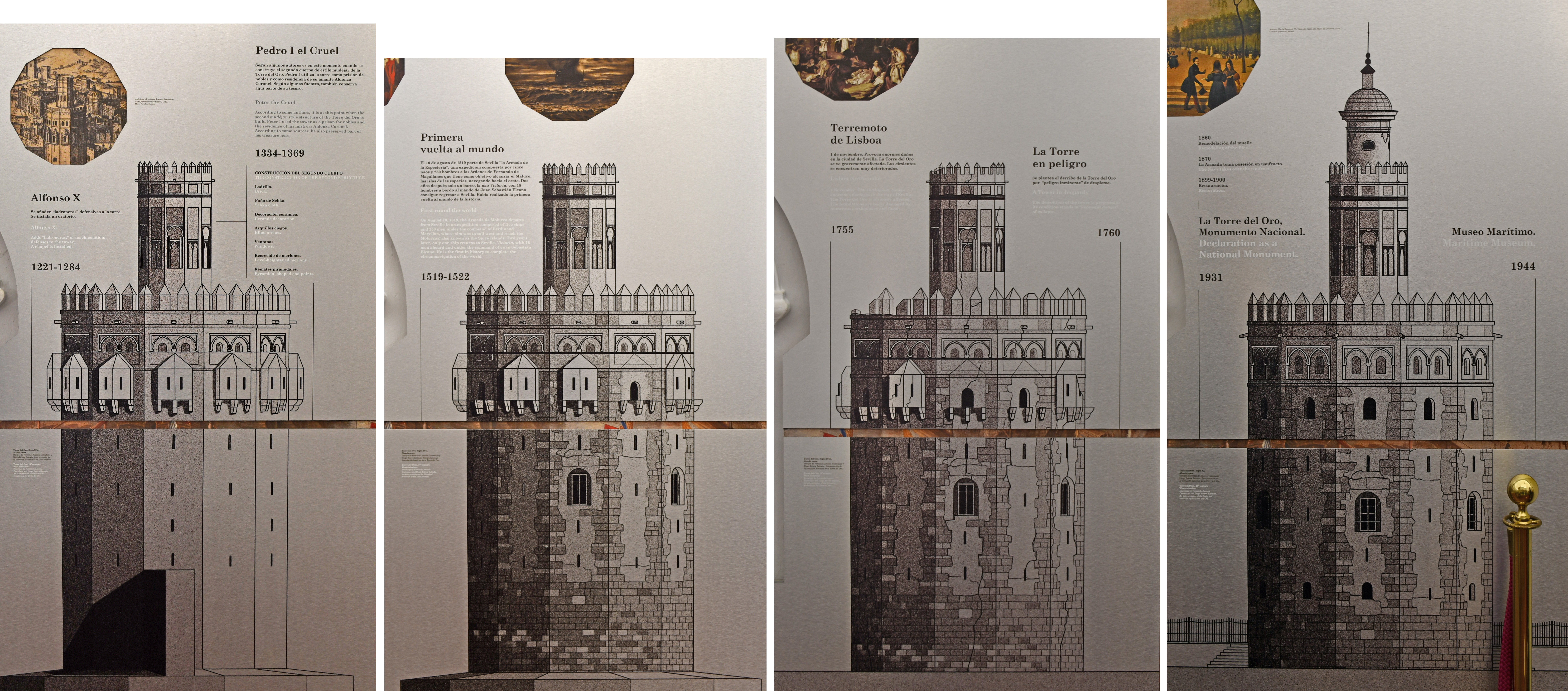
Les panneaux d'information situés au rez du musée naval, présentant les modifications architecturales de la tour au fil du temps.
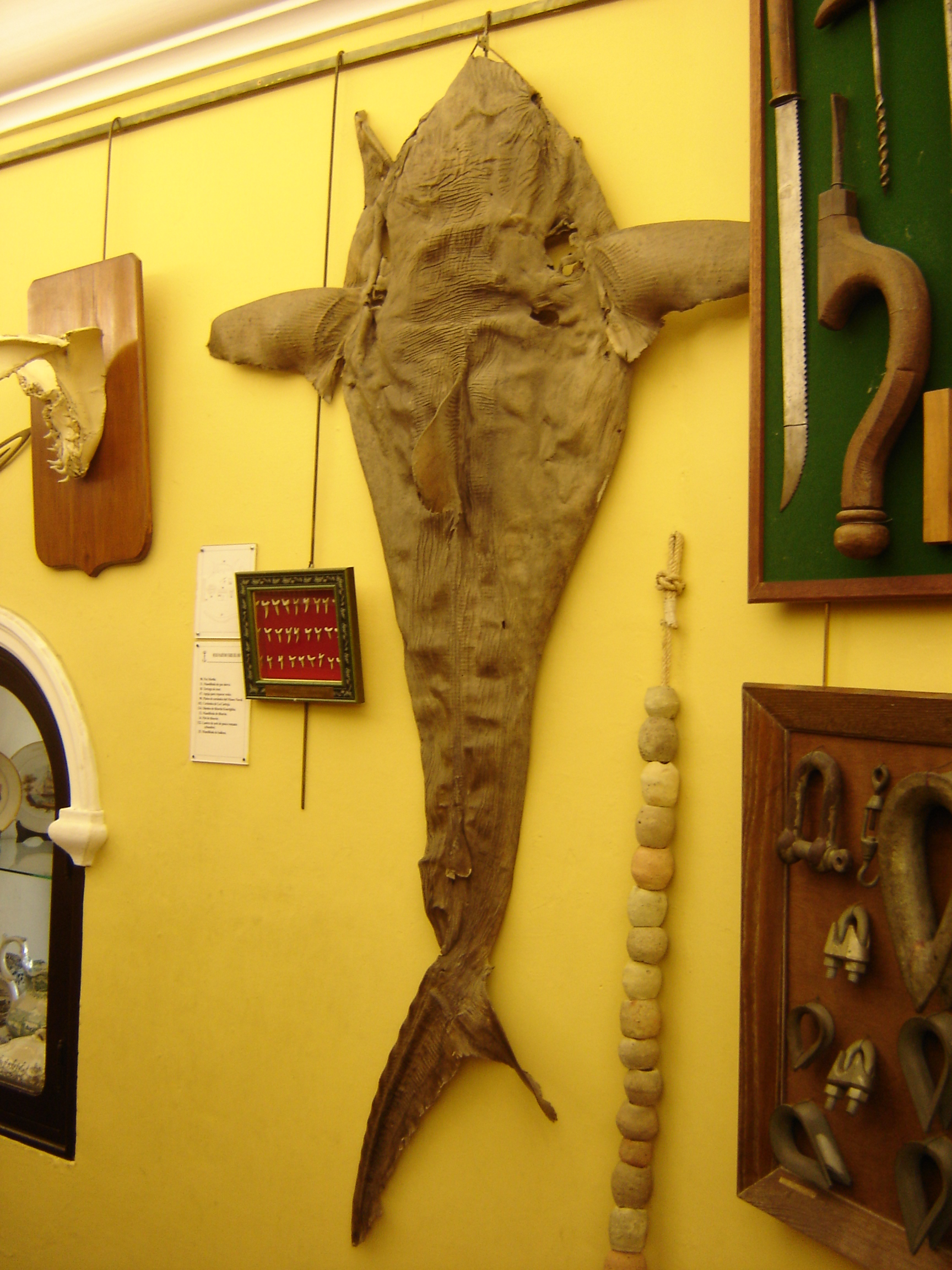
Quelques pièces exposées au musée naval de la Tour de l'Or.
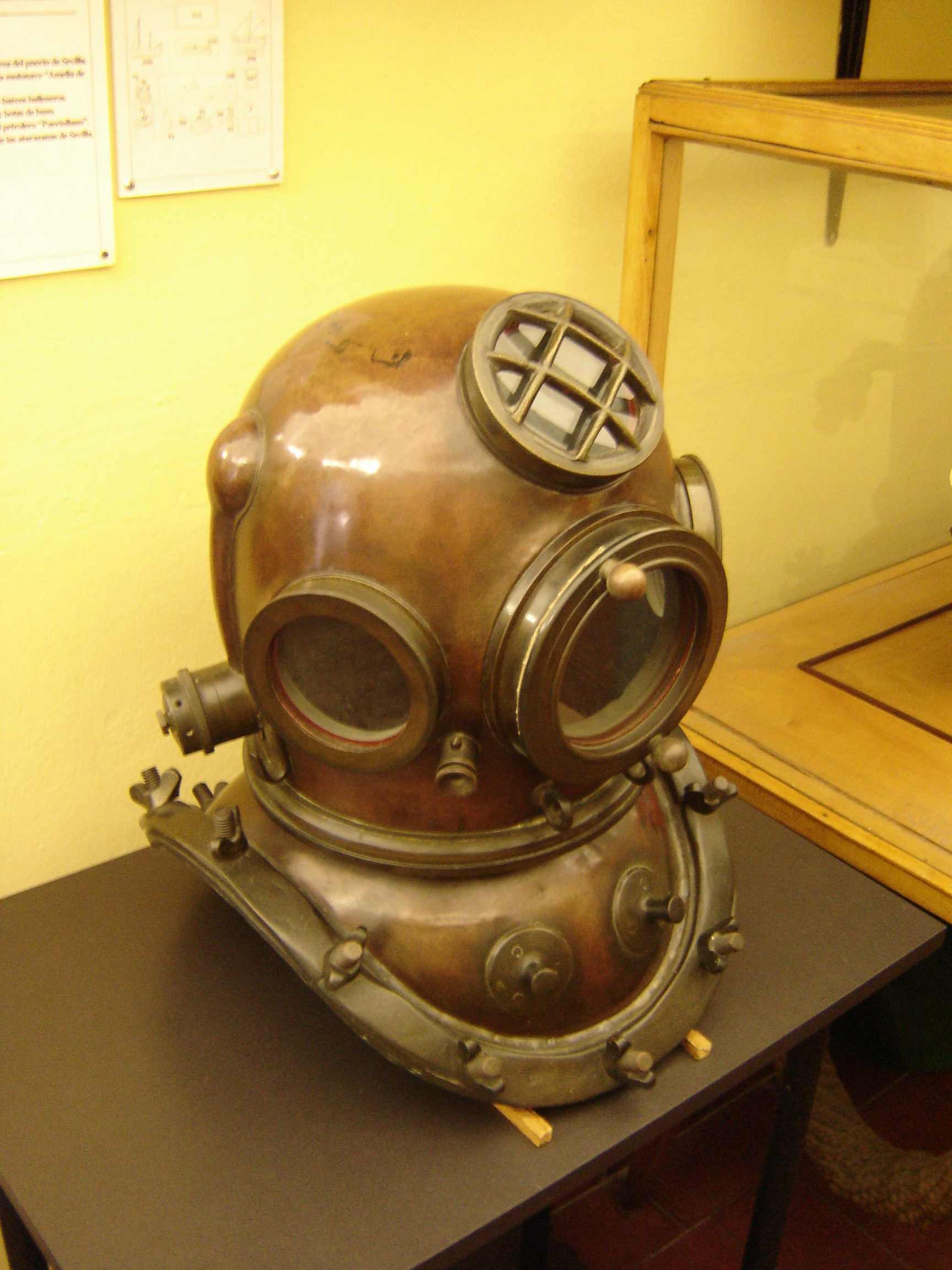
Casque d'un scaphandre au musée naval de la Tour de l'Or.